# Bernat Huguet
Bernat Huguet (Golmés, 1963) és autor de dos llibres de poemes: Bosc endins (2013), un dels pocs reculls poètics íntegrament dedicats al món del bolet, i El majordom d'Eugeni d'Ors (2019), una reflexió sobre el procés creatiu i la condició del poeta que escriu des de la perifèria geogràfica, lingüística i cultural.  El 2018 va ser guardonat amb el Premi Epistolae d'Alcoletge.
Bosc endins (Editorial Salòria, 2013) és el primer poemari publicat per l'autor. L'obra, composta per 67 poemes, és una aproximació al món del bolet: des del moment en què la tempesta estival anuncia la fecundació del bosc fins l'aparició dels bolets de primavera passant per l'esplendor tardoral. Hi combina formes poètiques diverses: haikús, tankes, sonets i poemes narratius. Al llarg del poemari s'hi poden veure diferents homenatges a autors.
L'any 2108 guanya el Premi Literari Epistolae amb el text Primavera blava, una obra epistolar situada en la immediata postguerra barcelonina on s'analitza la repressió política i cultural que patiran determinades elits intel·lectuals catalanes per part del feixisme triomfant.
Sis anys després, el 2019, publica a l'editorial Voliana El majordom d'Eugeni d'Ors (2019), un recull de poemes que giren al voltant de la creació poètica i reflexionen sobre el paper del poeta que escriu des dels marges geogràfics, lingüístics i culturals. N'és una mostra el poema "Per als pocs".